# Julius Peppers
Julius Frazier Peppers (* 18. Januar 1980 in Wilson, North Carolina) ist ein ehemaliger US-amerikanischer American-Football-Spieler auf der Position des Defensive Ends. Er spielte zuletzt für die Carolina Panthers in der National Football League (NFL).
Peppers beendete am 1. Februar 2019 seine aktive Karriere.

## Karriere

### College
Peppers spielte College Football für die University of North Carolina. Des Weiteren spielte Julius Peppers während seinen ersten zwei Jahren an der University of North Carolina für deren Basketball Team und erreichte mit diesen im Jahr 2000 die Final Four. Nach seiner aktiven Karriere wurde er 2024 in die College Football Hall of Fame aufgenommen.

### NFL

#### Carolina Panthers
In der NFL Draft 2002 wurde er von den Carolina Panthers als zweiter Spieler in der ersten Runde (nach Quarterback David Carr, der von den Houston Texans gedraftet wurde) ausgewählt. Er spielte bis 2009 bei den Panthers und hielt dort bei seinem Wechsel den Franchiserekord für die meisten Sacks.

#### Chicago Bears
2010 wechselte er zu den Chicago Bears. Im gleichen Jahr wurde er ins National Football League 2000s All-Decade Team gewählt.

#### Green Bay Packers
Im März 2014 unterschrieb er einen Vertrag bei den Green Bay Packers. 2015 wurde er zum bereits neunten Mal in den Pro Bowl berufen.

#### Rückkehr zu den Carolina Panthers
Am 10. März 2017 unterschrieb Peppers einen Vertrag bei den Carolina Panthers.
Er erklärte seinen Rücktritt vom Profi-Football am 1. Februar 2019.